# کانجی (دوره)
کانجی (به ژاپنی: (寛治 Kanji) نام یک عصر تاریخی ژاپنی (نِنگُو) بود. این عصر بعد از اوتوکو و قبل از کاهو (دوره) قرار داشت و از آوریل ۱۰۸۷ تا دسامبر ۱۰۹۴ میلادی به طول انجامید. در طی این عصر امپراتور هوریکاوا، امپراتور ژاپن بود.